# ليون فيراري
ليون فيراري (بالإسبانية: León Ferrari)‏ هو نحات ورسام أرجنتيني، ولد في 3 سبتمبر 1920 في بوينس آيرس في الأرجنتين، وتوفي بنفس المكان في 25 يوليو 2013.

## وصلات خارجية
- الموقع الرسمي
- ليون فيراري على موقع IMDb (الإنجليزية)